# Nature
Nature este o revistă științifică săptămânală britanică înființată în anul 1869 de Alexander Macmillan, la îndemnul lui Thomas Henry Huxley. În anul 1970, revista a deschis primul birou în străinătate, la Washington, DC. În anul 1996, revista a lansat situl web www.nature.com. Tirajul revistei Nature în anul 2007 era de 56.067 de exemplare, iar revista era numărul 1 în domeniul revistelor de știință după numărul de citări în anul 2006. În anul 2014 revista avea un factor de impact de 41.456
Împreună cu Science, Proceedings of the National Academy of Sciences (PNAS), Physical Review Letters și Physical Review B, revista a fost una dintre cele mai citate 10 publicații de știință din anul 2007 (locul 2).

## Science fiction
Din 1999, Nature a început să publice povestiri scurte science fiction într-o rubrică denumită "Futures". Povestirile au apărut între 1999 și 2000, din nou între 2005 și 2006, pentru ca apoi să apară săptămânal din iulie 2007. De asemenea, revista Nature Physics a publicat povestiri în 2007 și 2008. În 2005, Nature a primit premiul European Science Fiction Society pentru cea mai bună publicație pentru seria sa "Futures". O sută de povestiri din Nature publicate între 1999 și 2006 au fost adunate în culegerea  Futures from Nature în 2008. O altă colecție, Futures from Nature 2, a apărut în 2014. Primul volum a fost tradus ca Antologia Viitorului de către Alexandra Popescu, Ana-Veronica Mircea, Gabriel Stoian, Magda Xenofont și Silviu Genescu și a apărut la Editura Nemira la 20 noiembrie 2012.

## Legături externe
- Sit web Nature
- Versiunea digitală a primului articol din anul 1869
- Arhiva Nature, 1869-2008
- Sit web Nature Reviews